# 大同火山群
大同火山群为中国境内一处第四纪火山群。该火山群分布于山西省大同市、云州区、阳高县境内，已知火山30多座。已建成中国国家地质公园和山西省级风景名胜区。